# Gemeine Schnauzenschwebfliege
Die Gemeine Schnauzenschwebfliege oder Feld-Schnabelschwebfliege (Rhingia campestris) ist eine Fliege aus der Familie der Schwebfliegen (Syrphidae).

## Merkmale
Die Gemeine Schnauzenschwebfliege erreicht eine Körperlänge von 8 bis 11 Millimetern und hat einen leicht gedrungenen Körperbau. Sie besitzt das für Schnabelschwebfliegen charakteristisch verlängerte Gesicht. Der unterhalb der Schnauze liegende Rüssel ist rostrot, die Spitze etwas dunkler. Im Gegensatz zur ähnlichen Rhingia rostrata ist der Rüssel etwas länger und gerade nach vorne gerichtet. Die unbehaarten Facettenaugen sind beim Weibchen breit, hingegen beim Männchen nur durch eine feine Naht getrennt.
Die Fühler sind kurz behaart. Auch der gesamte Thorax ist kurz behaart, das braunschwarze Mesonotum trägt vier graue Längslinien. Das Schildchen ist rötlich und leicht durchsichtig. Das Abdomen hat eine gelbrote Farbe, die Hinterseite jedes Tergits ist ebenso wie ein Längsstreifen am Rücken braun. Bei der ähnlichen Art sind die Terga nicht dunkel gerandet. Die Flügel sind leicht rotbraun gefärbt. Die Beine sind rostrot, die Tarsen und auch die Basis der Schenkel (Femora) sind schwarz. Die Schienen (Tibien) tragen mittig einen dunklen Ring.

## Vorkommen
Die Tiere kommen in Europa und Asien bis nach Japan vor. Sie kommen in Mitteleuropa häufig und weit verbreitet vor. Sie leben auf Feldern, Wiesen und an Waldwegen.

## Lebensweise
Die Imagines können mit ihrem sehr langen Saugrüssel an wesentlich mehr Blüten Nektar saugen, als es anderen Fliegen möglich ist. Sie saugen beispielsweise an Günsel, Oregano, Storchschnäbeln, Disteln und Springkräutern, bevorzugen aber blaue und violette Blüten. Die Tiere fliegen von April bis September in zwei bis drei Generationen. Die Weibchen legen ihre Eier auf Grashalmen neben Kuhfladen ab. Die Larven leben im Kuhdung und ernähren sich auch davon.